# Гаолань
Гаола́нь (кит. упр. 皋兰, пиньинь Gāolán) — уезд городского округа Ланьчжоу провинции Ганьсу (КНР). Название уезда происходит от находящейся на его территории горы Гаоланьшань.

## История
Когда при империи Цинь страна была разделена на округа-цзюнь, эти места вошли в состав округа Лунси (陇西郡). Когда при империи Хань во времена правления императора У-ди Хо Цюйбин отправился в 121 году до н. э. войной против сюнну, то в этих местах происходил сбор войск для похода, отсюда осуществлялось командование боевыми действиями. В 86 году до н. э. в этих местах был образован уезд Цзиньчэн (金城县), подчинённый округу Тяньшуй (天水郡). В 81 году до н. э. был образован отдельный округ Цзиньчэн (金城郡). В конце существования империи Хань из округа Цзиньчэн был выделен округ Сипин (西平郡).
При империи Северная Вэй уезд Цзиньчэн был переименован в Цзычэн (子城县).
При империи Суй в 583 году округ Цзиньчэн был преобразован в область Ланьчжоу (兰州), названную так в честь находящейся на её территории горы Гаолань (皋兰山). В 607 году уезд Цзычэн (子城县) был переименован в Цзиньчэн, а область Ланьчжоу вновь стала округом Цзиньчэн, в который входили уезды Цзиньчэн и Дидао (狄道县); власти округа размещались в административном центре уезда Цзиньчэн.
В империи Тан несколько раз менялась система административного деления, и в 656 году округ Цзиньчэн снова стал областью Ланьчжоу, в 742 году область Ланьчжоу опять превратилась в округ Цзиньчэн, а в 759 году округ Цзиньчэн вновь стал областью Ланьчжоу; в состав области входили уезду Уцюань (五泉县) и Гуанъу (广武县), власти области размещались в уезде Уцюань. В 762 году эти земли были захвачены тибетцами, в 848 году вновь перешли под китайский контроль, потом снова оказались у тибетцев, и в итоге их захватили тангуты. Китайская империя Сун и тангутское государство Западная Ся боролись за эту территорию с попеременным успехом, пока к делу не подключились чжурчжэни, и в 1161 году эти места вошли в состав чжурчжэньской империи Цзинь. В 1234 году эта территория была захвачена монголами.
После установления маньчжурской империи Цин эти земли были подчинены Линьтаоской управе (临洮府). В 1666 году из провинции Шэньси была выделена провинция Ганьсу, и власти новой провинции разместились в этих местах. В 1738 году сюда переехали власти Линьтаоской управы, которая при этом была переименована в Ланьчжоускую управу (兰州府); область Ланьчжоу была при этом преобразована в уезд Гаолань (皋兰县).
В 1941 году из уезда Гаолань был выделен город Ланьчжоу.
В декабре 1949 года уезд Гаолань был передан под юрисдикцию властей Ланьчжоу, но в августе 1951 года перешёл в прямое подчинение властям провинции Ганьсу.
В 1958 году к уезду Гаолань был присоединён уезд Цзинтай. Постановлением Госсовета КНР от 11 апреля 1958 года из смежных территорий уездов Гаолань и Цзинъюань был образован городской уезд Байинь (в состав которого вошла, в частности, территория бывшего уезда Цзинтай). 4 июля 1958 года он был подчинён напрямую правительству провинции Ганьсу. 25 октября 1958 года правительство провинции Ганьсу делегировало управление городом Байинь властям Специального района Динси (定西专区). В 1961 году Байинь вновь перешёл под прямое подчинение властям провинции Ганьсу, и к нему был присоединён уезд Гаолань.
В 1963 году уезд Гаолань был воссоздан, и вошёл в состав Специального района Динси. В 1970 году уезд Гаолань был передан под юрисдикцию Ланьчжоу.

## Административное деление
Уезд делится на 7 посёлков.